# Вощенко, Василий Иванович
Василий Иванович Вощенко (1918—1943) — старший лейтенант Рабоче-крестьянской Красной Армии, участник Великой Отечественной войны, Герой Советского Союза (1943).

## Биография
Василий Вощенко родился 15 января 1918 года в посёлке Донецко-Амвросиевка (ныне — Амвросиевка Донецкой области Украины) в рабочей семье. Окончил семь классов школы. В 1938 году Вощенко был призван на службу в Рабоче-крестьянскую Красную Армию. В 1941 году он окончил военное пехотное училище. С 1942 года — на фронтах Великой Отечественной войны. К сентябрю 1943 года старший лейтенант Василий Вощенко командовал ротой 86-го стрелкового полка 180-й стрелковой дивизии 38-й армии Воронежского фронта. Отличился во время битвы за Днепр.
В ночь с 28 на 29 сентября 1943 года Вощенко со своей ротой, несмотря на массированный пулемётный и артиллерийский огонь противника, одним из первых переправился через Днепр и закрепился на Лютежском плацдарме. Во время боёв на западном берегу рота уничтожила 19 ручных и 4 станковых пулемёта, 3 миномёта, 1 артиллерийское орудие, а также большое количество солдат и офицеров противника. В одном из последующих боёв Вощенко получил ранение, от которого скончался 23 октября 1943 года. Первоначально был похоронен в селе Сваромье. Позднее был перезахоронен по одним данным в братской могиле в городе Амвросиевка (улица XXII съезда КПСС, 17), по другим данным в селе Лебедевка Вышгородского района Киевской области.

## Награды
Указом Президиума Верховного Совета СССР от 29 октября 1943 года за «образцовое выполнение боевых заданий командования на фронте борьбы с немецкими захватчиками и проявленные при этом мужество и героизм» старший лейтенант Василий Вощенко посмертно был удостоен высокого звания Героя Советского Союза. Также был награждён орденами Ленина и Александра Невского, медалью. 

## Память
- В его честь названа улица в Амвросиевке[1].